# Giovanni Battista Doni

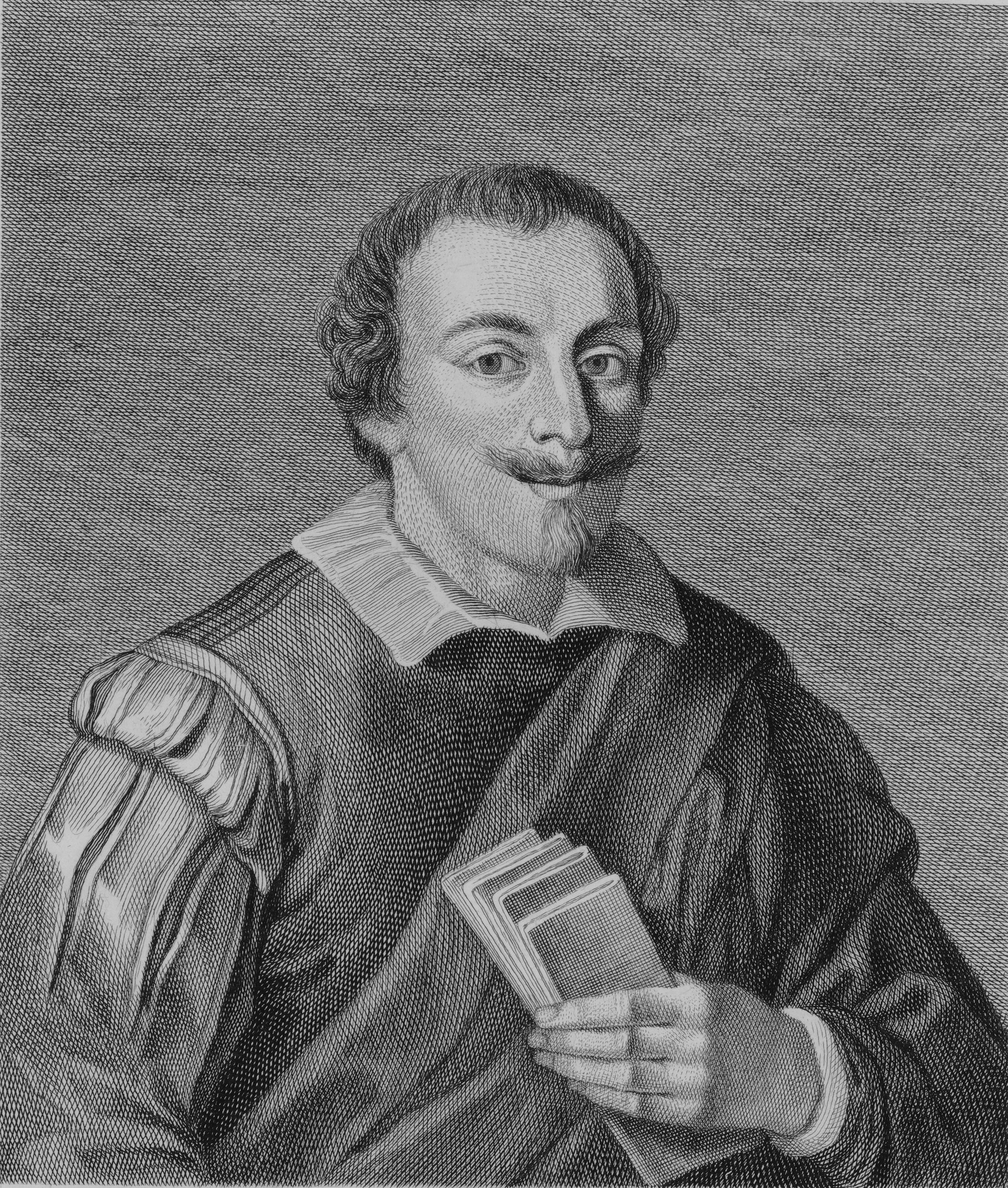
Giovanni Battista Doni

Giovanni Battista Doni (* 13. März 1595 in Florenz; † 1. Dezember 1647 ebenda) war ein italienischer Musiktheoretiker.

## Leben und Werk
Giovanni Battista Doni erwarb sich in Bologna und Rom bedeutende Kenntnisse der antiken Literatur. Er wurde aber für die Laufbahn eines Juristen vorbereitet.
1621 ging Kardinal Ottavio Corsini als päpstlicher Legat nach Paris. Giovanni Battista Doni schloss sich ihm an und durchsuchte mit großem Eifer die Pariser Bibliotheken. Er freundete sich dort mit Marin Mersenne an. Der Tod eines seiner Brüder ließ ihn 1622 nach Florenz zurückkehren. Von dort nahm ihn bald darauf Kardinal Antonio Barberini, der Neffe des großen Musikfreundes Urban VIII., nach Rom und auf Reisen nach Paris und Madrid mit. Von 1629 bis 1640 wirkte Doni als Sekretär des Kardinalskollegiums in Rom. In dieser Zeit vertiefte er seine Studien über die Musik der Alten. Gleichzeitig konstruierte er eine Doppelyra, die er dem Papst widmete.
Neue Todesfälle in seiner Familie riefen ihn 1640 wieder nach Florenz. Diesmal blieb er dort, verheiratete sich und erhielt von Ferdinand II. de’ Medici eine Professur in Rhetorik an der Universität Florenz. Zudem wurde er in die Accademia della Crusca aufgenommen.
Doni verfasste diverse musiktheoretische Schriften. Das Manuskript zweier von Doni in französischer Sprache geschriebener Traktate fand François-Joseph Fétis in der Bibliothèque nationale de France in Paris. Bedeutender als Donis Versuche, das Wesen der antiken Musik zu ergründen und das chromatische und enharmonische Tongeschlecht der Alten für die moderne Spielpraxis neu zu gewinnen, sind Donis Berichte und Bewertungen über die ersten Entwicklungsstadien des Stile rappresentativo, des Gesangsstils der italienischen Opern des späten 16. Jahrhunderts.

## Musiktheoretische Schriften von G.B. Doni
- Compendio del Trattato de’ Generi e de’ Modi della Musica (Rom 1635, Auszug aus einem größeren nicht gedrucktem Werk).
- Annotazioni Sopra il Compendio ... (Rom 1640).
- De praestantia musicae veteris libri tres (Florenz 1647; Faksimilie Bologna 1970).